# Zmarli w lipcu 2023

## Lipiec 2023
- 31 lipca
  - Angus Cloud – amerykański aktor telewizyjny[1][2]
  - Rusi Cooper – indyjski krykiecista[3]
  - Carl-Erik Eriksson – szwedzki bobsleista[4]
  - Sophie Fillières – francuska reżyserka i scenarzystka[5]
  - Surət Hüseynov – azerski polityk i inżynier, uczestnik I wojny o Górski Karabach, premier Azerbejdżanu (1993–1994)[6]
  - Inga Landgré – szwedzka aktorka filmowa[7]
  - Henryk Piaszczyk – polski dyplomata[8][9]
  - Jan Przewoźnik – polski szachista i psycholog[10]
- 30 lipca
  - David Albahari – serbski pisarz[11]
  - Dragu Bădin – rumuński piłkarz[12]
  - Betty Ann Bruno – amerykańska aktorka i dziennikarka telewizyjna[13]
  - Adam Drąg – polski pieśniarz, autor, kompozytor, działacz NSZZ Solidarność[14]
  - Andrzej Glazer – polski aktor[15][16]
  - Krzysztof Pilarczyk – polski historyk religii, judaista i biblista oraz bibliolog[17]
  - Paul Reubens – amerykański aktor, komik, scenarzysta, producent filmowy i animator dla dzieci[18]
  - Teresa Starmach – polska działaczka związkowa i samorządowa, nauczycielka, wiceprezydentka Krakowa (1998–2002)[19]
  - Janusz Wojtyłko – polski koszykarz i narciarz alpejski, działacz sportowy[20]
- 29 lipca
  - Mirosław Drozdowski – polski fizyk, prof. dr hab.[21]
  - Ludwik Kostro – polski filozof, prof. dr hab.[22][23]
  - Vittorio Prodi – włoski fizyk, nauczyciel akademicki, polityk, eurodeputowany (2004–2014)[24]
  - Clive Rowlands – walijski rugbysta i trener, selekcjoner reprezentacji Walii (1968–1974)[25]
  - Nancy Van de Vate – austriacka kompozytorka, altowiolistka i pianistka[26]
  - Andrzej Zieniewicz – polski pisarz i literaturoznawca, prof. dr hab.[27][28][29]
- 28 lipca
  - Florin Bejinaru – rumuński trener piłkarski[30]
  - Ryszard Niewodowski – polski koszykarz[31]
  - Flor O’Mahony – irlandzki polityk i konsultant, senator, eurodeputowany[32]
  - Jim Parker – brytyjski kompozytor[33]
  - Benny Rooney – szkocki piłkarz i trener piłkarski[34][35]
  - Jana Šulcová – czeska aktorka[36]
  - Janusz Wyszomirski – polski fechmistrz, trener szermierki[37]
- 27 lipca
  - Margriet Heymans – holenderska pisarka i ilustratorka, autorka książek obrazkowych[38]
  - Remi Lucidi – francuski wspinacz ekstremalny[39]
  - Maciej Moszew – polski szopkarz[40]
  - Stanisław Żurakowski – podpułkownik, historyk emigracyjny[41]
  - Janusz Mych – polski wokalista, członek zespołu Novi Singers[42]
- 26 lipca
  - Ewa Ambroziak – polska wioślarka, olimpijka (1976)[43]
  - Cheng Shu-min – tajwańska polityczka, minister kultury (1994–1996)[44]
  - Roger Dorchy – francuski kierowca wyścigowy[45]
  - Jean-Jacques Honorat – haitański prawnik, agronom, działacz społeczny, polityk, minister spraw zagranicznych (1991), premier Haiti (1991–1992)[46]
  - Randy Meisner – amerykański gitarzysta basowy, piosenkarz i kompozytor; współzałożyciel grupy Eagles[47]
  - Sinéad O’Connor – irlandzka wokalistka, kompozytorka, autorka tekstów[48]
  - Roman Apolinary Regliński – polski regionalista, publicysta i krajoznawca[49]
  - Geraldo Lyrio Rocha – brazylijski duchowny rzymskokatolicki, biskup Colatina (1990–2002), arcybiskup Mariana (2007–2018)[50]
  - Martin Walser – niemiecki pisarz[51]
- 25 lipca
  - Bo Goldman – amerykański scenarzysta filmowy i teatralny[52]
  - Johnny Lujack – amerykański futbolista[53]
  - Lâm Quang Mỹ – polski poeta wietnamskiego pochodzenia, tłumacz literatury wietnamskiej na język polski i polskiej na język wietnamski[54]
  - Leszek Pogan – polski polityk, samorządowiec, prezydent Opola (1994–2001), wojewoda opolski (2001–2003)[55]
  - Stanisław Stępień – polski dziennikarz[56]
- 24 lipca
  - Leny Andrade – brazylijska wokalistka jazzowa[57]
  - Marc Augé – francuski etnolog, antropolog kulturowy[58]
  - Chris Bart-Williams – angielski piłkarz[59]
  - Paul Darmanin – maltański duchowny rzymskokatolicki, biskup Garissy w Kenii (1984–2015)[60]
  - Roman Dyląg – polski kontrabasista i kompozytor jazzowy[61]
  - Trevor Francis – angielski piłkarz, trener[62]
  - Brad Houser – amerykański gitarzysta basowy, saksofonista i klarnecista[63]
  - Charles W. Misner – amerykański fizyk, teoretyk względności[64]
  - Stanislav Neveselý – czeski hokeista i trener[65]
  - Halina Sobolewska – polska aktorka, uczestniczka powstania warszawskiego[66][67][68][69]
  - Aleksandr Sołowiow – rosyjski polityk, premier Udmurcji (2014–2017)[70]
  - Marianna Vardinoyanni – grecka działaczka na rzecz praw dzieci i rodziny, i przeciwko wykorzystywaniu seksualnemu dzieci[71]
- 23 lipca
  - Pameli Blair – amerykańska aktorka i piosenkarka[72]
  - Aleksandr Cylurik – rosyjski piłkarz[73]
  - Raymond Froggatt – angielski piosenkarz i autor piosenek[74]
  - Włodzimierz Roszczynialski – polski inżynier górnictwa, prof. dr hab., rektor Wyższej Szkoły Zarządzania i Bankowości w Krakowie[75]
  - Piotr Rutkowski – polski puzonista i wokalista jazzowy[76]
  - Patty Ryan – niemiecka piosenkarka euro disco[77]
  - Jan Świder – polski wspinacz, taternik i himalaista[78]
  - Kostiantyn Tyszczenko – ukraiński językoznawca, pedagog, poliglota[79]
- 22 lipca
  - Hassan Amcharrat – marokański piłkarz[80]
  - Ferenc Cserháti – węgierski duchowny rzymskokatolicki, biskup pomocniczy ostrzyhomsko-budapeszteński (2007–2023)[81]
  - Anton Czerepiennikow – rosyjski przedsiębiorca, miliarder, działacz e-sportowy[82]
  - Günther Herrmann – niemiecki piłkarz[83][84]
  - Vince Hill – angielski piosenkarz[85]
  - Janina Kocemba-Koehler – polska nauczycielka, posłanka na Sejm PRL VI i VII kadencji[86]
  - Adolf Scherer – słowacki piłkarz[87]
  - Roger Sprung – amerykański bandżysta[88]
- 21 lipca
  - Tony Bennett – amerykański wokalista jazzowy[89]
  - Ann Clwyd – brytyjska dziennikarka, polityczka, eurodeputowana (1979–1984)[90]
  - Petru Marta – mołdawski zapaśnik, mistrz Europy (1977, 1978)[91]
  - Sylwester Matczak – polski pedagog, organista i dyrygent, prof. zw. dr[92]
  - Juliette Mayniel – francuska aktorka[93]
  - Marcello Osler – włoski kolarz[94]
  - Władysław Żabiński – polski polityk, samorządowiec, działacz opozycji antykomunistycznej w PRL, poseł na Sejm X, I i II kadencji[95]
- 20 lipca
  - Bill Geddie – amerykański producent telewizyjny[96]
  - Stanisław Lewak – polski biolog specjalizujący się w biochemii i fizjologii roślin, prof. dr hab.[97]
  - Arkadiusz Loska – polski dziennikarz radiowy i telewizyjny[98]
  - Aadu Must – estoński historyk, samorządowiec, polityk, przewodniczący Rady Bałtyckiej (2019–2020)[99]
  - Mirko Novosel – chorwacki koszykarz, trener[100]
  - Maria Reimann – polska publicystka i antropolożka[101]
  - Raszid Safar – tunezyjski polityk, minister obrony (1979–1980) i finansów (1986), premier Tunezji (1986–1987), przewodniczący Izby Deputowanych (1987–1988)[102]
- 19 lipca
  - Lajos Balázsovits – węgierski aktor[103][104]
  - Edward Ciapała – polski modelarz lotniczy, medalista mistrzostw świata[105]
  - Mike Hammond – brytyjski hokeista[106]
  - Andrzej Komornicki – polski ratownik górski, kawaler orderów[107]
  - Mirosław Mróz – polski duchowny i teolog rzymskokatolicki, prof. dr hab.[108]
  - Lesław Pawluk – polski tenor[109][110][111]
  - Andrea Purgatori – włoski dziennikarz[112]
  - Irina Rozowa – litewska dziennikarka, polityk[113]
  - Maciej Talaga – polski muzyk i kompozytor[114][115]
  - Józef Trzciński – polski samorządowiec i działacz cechowy, kawaler orderów[116]
  - Remigijus Valiulis – litewski lekkoatleta, sprinter, mistrz olimpijski (1980)[117]
- 18 lipca
  - Paul Bakyenga – ugandyjski duchowny rzymskokatolicki, arcybiskup Mbarary (1991–2020)[118]
  - Oommen Chandy – indyjski polityk[119]
  - DJ Deeon – amerykański DJ, prekursor nurtu ghetto house[120]
  - Rafał Górecki (Ravgor) – polski youtuber i influencer[121]
  - Bhaskaran Sathianathan – malezyjski piłkarz, trener[122]
  - Martha Saxton – amerykańska historyczka zajmująca się prawami kobiet[123]
  - Stu Silver – amerykański scenarzysta filmowy i telewizyjny[124]
  - Stanisław Tokarczuk – polski historyk, pedagog i regionalista[125][126]
- 17 lipca
  - Robert Budzynski – francuski piłkarz[127]
  - João Donato – brazylijski pianista i puzonista jazzowy[128]
  - Sylwia Gaj – polska aktorka[129]
  - Valentin Gheorghiu – rumuński pianista i kompozytor[130]
  - Bohdan Hreszczak – ukraiński piłkarz, trener[131]
  - Lech Jęczmyk – polski tłumacz, publicysta i redaktor, znawca literatury science fiction[132]
  - Karina Laszuk – polska instruktorka spadochroniarstwa, brązowa medalistka spadochronowych mistrzostw świata w FS4[133]
  - Feliks Malinowski – polski publicysta, regionalista, kawaler orderów[134]
  - Jacek Marks – polski szachista[135]
  - Andrzej Molin – polski samorządowiec i nauczyciel, burmistrz Wisły (2006–2010), radny sejmiku śląskiego (2018–2023)[136][137]
  - Palhinha – brazylijski piłkarz, trener[138]
- 16 lipca
  - Luigi Bettazzi – włoski duchowny rzymskokatolicki, biskup Ivrea (1966–1999)[139]
  - Jane Birkin – brytyjska aktorka i piosenkarka[140]
  - Zygmunt Cybulski – polski chemik, nauczyciel akademicki i polityk, poseł na Sejm II kadencji, senator V kadencji[141]
  - Eusebio Quintero López – kolumbijski superstulatek, w momencie poprzedzającym śmierć najstarszy żyjący Kolumbijczyk[142][143]
  - Harry Gordon Frankfurt – amerykański filozof[144]
  - Oleg Horżan – naddniestrzański polityk komunistyczny i prawnik, kandydat w wyborach prezydenckich w 2011 i 2016[145]
  - Grzegorz Kochanek – polski piłkarz[146]
  - Alojzy Kowalski – polski pedagog i publicysta[147]
  - Kevin Mitnick – amerykański haker, jeden z najbardziej znanych komputerowych włamywaczy[148]
  - Marian Szczęśniak – polski działacz harcerski, kawaler orderów[149]
  - Andrzej Śmigielski – polski animator kultury i popularyzator jazzu[150][151]
  - Annamária Tóth – węgierska lekkoatletka, pięcioboistka, medalistka olimpijska (1968)[152][153]
  - Wojciech Walkiewicz – polski trener i działacz kolarski[154]
- 15 lipca
  - Bogdan Ciundziewicki – polski elektronik, rekordzista Polski w pływaniu klasycznym, działacz sportowy oraz sędzia olimpijski w tej dyscyplinie[155]
  - Bogusław Gawlik – polski prawnik, prof. dr hab., sędzia[156]
  - Peter Takaaki Hirayama – japoński duchowny rzymskokatolicki, biskup Ōity (1970–2000)[157]
  - Francisco Ibáñez – hiszpański twórca komiksów[158]
  - John Manz – amerykański duchowny rzymskokatolicki, biskup pomocniczy Chicago (1996–2021)[159]
  - Bożenna Olszańska – polski biolog, prof. dr hab.[160]
  - Bartosz Słomka – polski grafik i twórca komiksów[161]
  - Wieniamin Sołdatienko – rosyjski lekkoatleta, chodziarz, mistrz Europy (1971), mistrz świata (1976)[162]
- 14 lipca
  - Nick Benedict – amerykański aktor[163]
  - Stanisław Bolkowski – polski elektryk, profesor nauk technicznych, prezes Stowarzyszenia Elektryków Polskich (1998–2006)[164]
  - Kazimierz Klimczak – polski wojskowy, pułkownik WP w stanie spoczynku, powstaniec warszawski[165]
  - Anthony Meo – amerykański perkusista, współzałożyciel i członek zespołu Biohazard[166][167][168]
  - Jasna Strzałkowska-Ryszka – polski architekt[169]
- 13 lipca
  - Josephine Chaplin – francuska aktorka[170]
  - Marilies Flemming – austriacka prawnik, polityk, minister środowiska (1987–1991), eurodeputowana (1996–2004)[171]
  - Carlin Glynn – amerykańska aktorka[172]
  - Chérubin Okende Senga – kongijski polityk[173][174]
  - Kaya Mirecka-Ploss – polska i śląska pisarka, projektantka mody, działaczka społeczna[175]
  - Robert Nowaczyk – polski adwokat, jeden z bohaterów tzw. afery reprywatyzacyjnej w Warszawie[176]
  - Jarosław Rafałko – amerykański duchowny starokatolicki polskiego pochodzenia, biskup PNKK[177]
- 12 lipca
  - Sejylda Bajszakow – kazachski piłkarz[178]
  - Daniel Goldberg – kanadyjski scenarzysta i producent filmowy[179]
  - Maria Karaczun – polska działaczka opozycji w okresie PRL, uczestniczka powstania warszawskiego[180][181]
  - Józef Małek – polski żołnierz konspiracji niepodległościowej w czasie II wojny światowej, kawaler orderów[182]
  - Ryuchell – japońska transpłciowa projektantka mody Genderless i osobowość telewizyjna[183][184]
  - Heide Simonis – niemiecka socjolog, ekonomistka, polityk, minister finansów (1988–1993), premier Szlezwika-Holsztynu (1993–2005)[185]
  - Jerzy Sokalski – polski chirurg, prof. dr hab.[186]
  - Krystyna Urbańska – polska geobotanik, prof. dr hab.[187]
  - André Watts – amerykański pianista[188]
- 11 lipca
  - Jorge Bernal Vargas – meksykański duchowny rzymskokatolicki, biskup Cancún-Chetumal (1974–2004)[189]
  - Ely Reeves Callaway – amerykański inżynier, przedsiębiorca i kierowca wyścigowy[190][191]
  - Mirosław Chachulski – polski wokalista, gitarzysta, autor muzyki i tekstów, członek zespołów Para Wino i Yanko[192]
  - Philippe Garot – belgijski piłkarz, trener[193]
  - Henryk Jakubowski – polski inżynier i nauczyciel, burmistrz Pionek (1994–1995), kawaler orderów[194]
  - Hans-Jochen Jaschke – niemiecki duchowny rzymskokatolicki, biskup pomocniczy Münsteru (1989–1994) i Hamburga (1994–2016)[195]
  - Milan Kundera – czeski pisarz i eseista, autor Nieznośnej lekkości bytu[196]
  - Stanisław Stasiak – polski polityk i rolnik, poseł na Sejm (1985–1991, 1993–1997)[197]
- 10 lipca
  - Marek Bartosik – polski inżynier, polityk i nauczyciel akademicki, poseł na Sejm PRL X kadencji, wiceminister nauki[198]
  - Jean Jacques Becker – francuski historyk[199]
  - Richard G Hovannisian – amerykański historyk[200]
  - Marga Minco – holenderska dziennikarka i pisarka pochodzenia żydowskiego[201][202]
  - Ernst-Ludwig Petrowsky – niemiecki saksofonista, klarnecista i flecista jazzowy, kompozytor[203]
  - Aleś Puszkin – białoruski malarz, performer, działacz opozycji, więzień polityczny[204][205]
- 9 lipca
  - Alain Besançon – francuski historyk, politolog, sowietolog[206]
  - Asbjørn Sennels – duński piłkarz[207]
  - Luis Suárez Miramontes – hiszpański piłkarz, trener, selekcjoner reprezentacji Hiszpanii (1988–1991)[208]
- 8 lipca
  - Stanisław Borzym – polski filozof, prof. dr hab.[209][210]
  - Elkin Fernando Álvarez Botero – kolumbijski duchowny rzymskokatolicki, biskup pomocniczy Medellín (2012–2020), biskup Santa Rosa de Osos (2020–2023)[211]
  - Srđan Koljević – serbski reżyser i scenarzysta filmowy[212]
- 7 lipca
  - Nikki McCray – amerykańska koszykarka, mistrzyni olimpijska (1996, 2000)[213]
- 6 lipca
  - Attila Abonyi – australijski piłkarz, trener[214]
  - Jeffrey Carlson – amerykański aktor[215]
  - Graham Clark – angielski śpiewak operowy (tenor)[216]
  - Brendan Daly – irlandzki polityk, minister rybołówstwa i leśnictwa (1982)[217]
  - Arnaldo Forlani – włoski prawnik, polityk, minister obrony (1974–1976), minister spraw zagranicznych (1976–1979), premier Włoch (1980–1981)[218]
  - Tomasz Głowacki – polski architekt[219][220]
  - Dean Jones – brytyjski reżyser i producent TV[221]
  - Peter Nero – amerykański pianista[222]
  - Mutulu Shakur – amerykański przestępca[223]
  - Romuald Wojna – polski historyk, dr hab.[224]
- 5 lipca
  - Miriam Aleksandrowicz – polska aktorka głosowa oraz reżyserka dubbingu[225][226]
  - Andrzej Cugier – polski kulturysta[227][228]
  - Anthony Gilbert – brytyjski kompozytor i pedagog[229]
  - Coco Lee – hongkońska piosenkarka, aktorka, tancerka[230]
  - Ralph Lundsten – szwedzki kompozytor muzyki elektronicznej, reżyser filmowy, pisarz[231]
  - Martin Stevens – kanadyjski piosenkarz[232]
- 4 lipca
  - Aleksiej Awramenko – białoruski polityk, minister transportu (2019–2023)[233]
  - Georges Bereta – francuski piłkarz polskiego pochodzenia[234]
  - Jenő Jandó – węgierski pianista, profesor Akademii Muzycznej im. Ferenca Liszta w Budapeszcie[235]
  - Roman Kanciruk – polski dziennikarz, autor i realizator telewizyjny[236]
  - Anna Kokozow-Tym – polska scenografka filmowa[237]
  - Bogusław Ludwikowski – polski dyplomata i urzędnik międzynarodowy, pułkownik rezerwy, ambasador w Etiopii (1980–1984)[238]
  - Piotr Warszewski – polski gitarzysta basowy, członek zespołów Rejestracja, Bikini i Atrakcyjny Kazimierz[239][240][241]
- 3 lipca
  - Vicki Anderson – amerykańska piosenkarka[242][243]
  - Henryk Frankiewicz – polski działacz opozycji antykomunistycznej w okresie PRL[244]
  - Mo Foster – brytyjski muzyk sesyjny, gitarzysta i producent[245]
  - Léon Gauthier – francuski żołnierz, w momencie poprzedzającym śmierć ostatni żyjący francuski weteran D-Day[246]
  - Paweł Kopeć – polski himalaista[247]
  - Andrzej Składanowski – polski biochemik, prof. dr hab. inż.[248]
- 2 lipca
  - Teresa Biłyk – polska zakonnica, katechetka, publicystka i działaczka społeczna[249]
  - Milan Milutinović – serbski prawnik, dyplomata, polityk, prezydent Serbii (1997–2002)[250]
  - Wojciech Neumann – polski wioślarz[251]
  - Maciej Skupiński – polski zawodnik i propagator muay thai, mistrz świata federacji IFMA[252]
  - Mirosław Stanisław Szymański – polski pedagog, prof. dr hab.[253]
  - Marian Szpakowski – polski ginekolog, prof. dr hab.[254]
- 1 lipca
  - Wiktoria Amelina – ukraińska pisarka[255][256]
  - Birger Asplund – szwedzki młociarz[257]
  - Ints Cālītis – łotewski polityk, deputowany do Rady Najwyższej (1990–1993)[258]
  - Vincenzo D'Amico – włoski piłkarz[259]
  - Christian Dalger – francuski piłkarz[260]
  - Bogdan Miś – polski dziennikarz i popularyzator nauki[261][262]
  - Wilhelm Orsetti – polski ratownik górski, prezes Grupy Bieszczadzkiej GOPR[263]
  - Zofia Anna Starck – polska specjalistka w zakresie fizjologii roślin, prof. dr hab.[264]
  - Klaus Täuber – niemiecki piłkarz i trener[265]
  - Stefan Żagiel – polski inżynier chemik, dziennikarz, publicysta, literat[266]

- data dzienna nieznana
  - Jerzy Baron – polski regionalista, dyrektor Muzeum w Raciborzu (1976–1989)[267]
  - Jerzy Pomianowski – polski dziennikarz, zawodnik brydża sportowego[268]
  - Ashish Sakharkar – indyjski kulturysta, 4-krotny mistrz Indii[269]
  - Andrij Słupski – ukraiński kajakarz, reprezentant Ukrainy[270]
  - Andrzej Stalony-Dobrzański – polski aktor[271][272]
  - George Tickner – amerykański gitarzysta, członek zespołu Journey[273]
  - Stanisław Turowski – polski nauczyciel, społecznik i publicysta, Honorowy Obywatel Gubina[274]